# Martin Frändesjö
Martin Frändesjö (Göteborg, 18 de julio de 1971) fue un jugador de balonmano sueco que jugaba como extremo izquierdo. Fue uno de los componentes de la Selección de balonmano de Suecia con la que disputó 165 partidos internacionales anotando un total de 456 goles.

## Equipos
- IK Sävehof (-1992)
- Redbergslids IK (1992-1998)
- GWD Minden (1998-2000)
- Montpellier HB (2000-2001)
- Redbergslids IK (2001-2005)
- IK Heim (2005-2007)
- FCK Handbold (2007-2007)
- Viking Stavanger (2007-2009)

## Palmarés
- Liga de Suecia 1993, 1995, 1996, 1997, 1998, 2003
- Copa de Francia 2001